# Bourbon (whisky)
Bourbonul (/bɜrbən/; în engleză Bourbon whiskey) este un tip de whisky american⁠(d) produs în principal din porumb și învechit în butoaie⁠(d). Numele său derivă de la dinastia franceză Bourbon, deși sursa precisă de inspirație este incertă; unii autori susțin că ar proveni de la comitatul Bourbon din Kentucky sau de la Bourbon Street⁠(d) din New Orleans, ambele fiind numite însă după dinastia franceză. Este posibil ca numele „bourbon” să nu fi fost folosit până în anii 1850; asocierea cu comitatul Bourbon a apărut abia în anii 1870.
Distilarea bourbonului datează încă din secolul al XVIII-lea. Deși bourbonul poate fi produs oriunde în Statele Unite ale Americii, el este asociat puternic cu statele din sud în general și cu statul Kentucky în special. În anul 2014, veniturile obținute de distilatori pe piața angro de pe urma bourbonului vândut în interiorul SUA au fost de aproximativ 2,7 miliarde de dolari, iar bourbonul a reprezentat aproximativ două treimi din exporturile de 1,6 miliarde de dolari ale băuturilor spirtoase distilate produse în SUA. Potrivit Distilled Spirits Council of the United States⁠(d), distilatorii americani au obținut în anul 2018 venituri de 3,6 miliarde de dolari din vânzarea bourbonului și a whisky-ului de Tennessee⁠(d) (o băutură spirtoasă asemănătoare produsă în statul Tennessee).
Bourbonul a fost recunoscut în 1964 de Congresul SUA ca „produs distinctiv al Statelor Unite”. Pentru a putea fi vândut în SUA, el trebuie să fie produs în țară dintr-un amestec de cereale format din cel puțin 51% porumb și depozitat într-un butoi nou de stejar carbonizat.

## Istorie

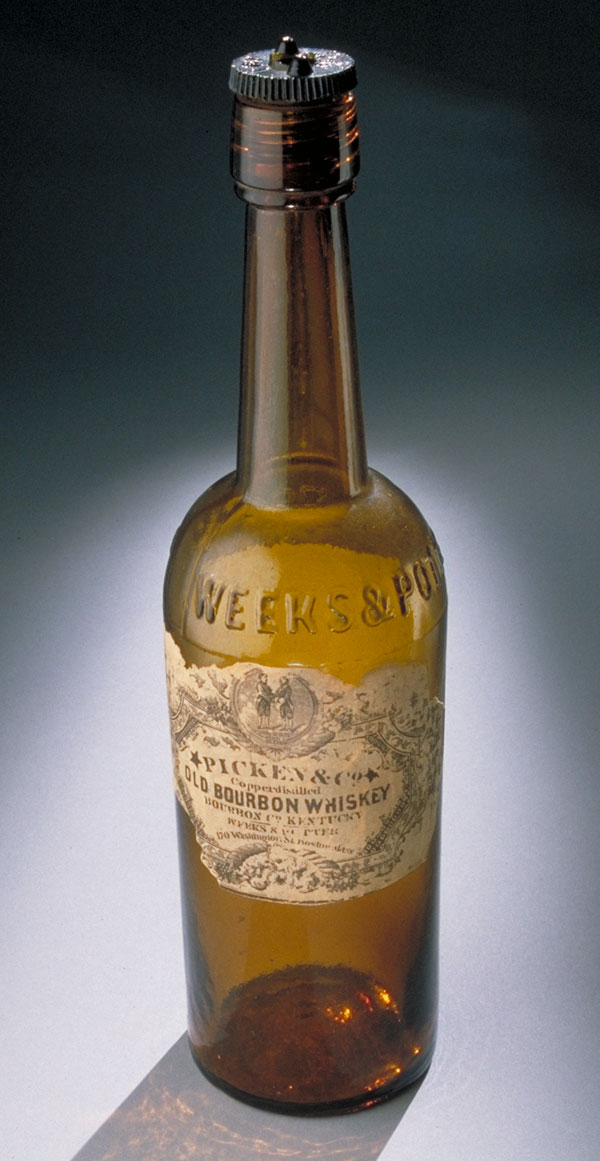
Sticlă de bourbon din secolul al XIX-lea

Distilarea whisky-ului a fost realizată pentru prima oară în statul actual Kentucky, cel mai probabil, la sfârșitul secolului al XVIII-lea de către scoțieni, scoțieni-irlandezi⁠(d) și alți coloniști (inclusiv englezi, irlandezi, galezi, germani și francezi) care au început să cultive intensiv terenurile din acea zonă. Originea bourbonului ca formă distinctă de whisky nu este bine documentată și există multe legende și afirmații contradictorii.
De exemplu, inventarea bourbonului este atribuită adesea lui Elijah Craig⁠(d), un predicator baptist, distilator și antreprenor, considerat a fi cel care a înființat mai multe manufacturi în Kentucky (de exemplu, o manufactură de haine din lână⁠(d), o fabrică de hârtie⁠(d), o manufactură de corzi⁠(d)), despre care se spune că a fost primul care a învechit whisky-ul în butoaie de stejar carbonizat, proces care conferă bourbonului culoarea brună și gustul distinctiv. În comitatul Bourbon, dincolo de terenul pe care se afla distileria lui Craig (situat atunci în comitatul Fayette), un distilator timpuriu pe nume Jacob Spears a fost primul care și-a etichetat produsul drept whisky Bourbon. Deși încă populară și adesea repetată, legenda lui Craig este apocrifă. În mod similar, povestea lui Spears este favorită pe plan local, dar este repetată rar în afara comitatului. Nu a existat cel mai probabil un singur „inventator” al bourbonului, care s-a dezvoltat în forma sa actuală la sfârșitul secolului al XIX-lea. În esență, whisky-ul poate fi produs din orice tip de cereale, iar practica de învechire a whisky-ului și carbonizarea butoaielor pentru obținerea unei arome mai bune era cunoscută în Europa de câteva secole. Data târzie a etimologiei comitatului Bourbon l-a determinat pe istoricul Michael Veach să conteste autenticitatea influenței sale asupra denumirii acestui tip de whisky. El presupune că whisky-ul a fost numit după Bourbon Street⁠(d) din New Orleans, un port american important în care whisky-ul din Kentucky se vindea bine ca alternativă mai ieftină la coniacul francez.
O altă origine propusă a numelui este asocierea cu zona geografică cunoscută sub numele de Old Bourbon, formată din teritoriul vechiului comitat Bourbon din Virginia, organizat în 1785. Această regiune includea o mare parte a zonei de est a actualului stat Kentucky, printre care 34 de comitate moderne. Zona Old Bourbon a inclus teritoriul actualului comitat Bourbon din Kentucky, care a devenit comitat atunci când Kentucky s-a separat de Virginia și a devenit stat nou în 1792. Cele mai vechi articole din ziare, care fac referire la whisky-ul originar din comitatul Bourbon al statului Kentucky, datează din 1824. Potrivit lui Charles K. Cowdery,
| “ | Când pionierii americani s-au îndreptat la vest de Munții Allegheny după Revoluția Americană, primele comitate pe care le-au întemeiat au acoperit regiuni vaste. Unul dintre aceste comitate inițiale imense a fost Bourbon, înființat în 1785 și denumit după familia regală franceză. În timp ce acest comitat vast era dezmembrat în multe altele mai mici, la începutul secolului al XIX-lea, mulți oameni au continuat să numească această regiune „Old Bourbon”. Pe teritoriul regiunii „Old Bourbon” era principalul port de pe râul Ohio, Maysville, Kentucky⁠(d), de unde erau expediate whisky-ul și alte produse. Denumirea „Old Bourbon” a fost vopsită pe butoaie pentru a indica portul lor de origine. Whisky-ul „Old Bourbon” era diferit pentru că a fost primul whisky de porumb pe care majoritatea oamenilor l-au gustat vreodată. În timp, „bourbonul”' a devenit numele oricărui whisky pe bază de porumb. | ” |

Deși mai multe distilerii au funcționat în trecut pe teritoriul comitatului Bourbon, nicio distilerie nu a funcționat acolo între anul 1919, când a fost instituită Prohibiția în statul Kentucky, și sfârșitul anului 2014, când s-a deschis o mică distilerie – adică pe o perioadă de 95 de ani. Prohibiția a afectat puternic industria bourbonului. După ratificarea celui de-al 18-lea amendament în 1919, toate distileriile au fost forțate să își înceteze activitatea, deși unele dintre ele au primit permisiunea de a îmbutelia stocurile existente de whisky medicinal. Ulterior, câteva distilerii au fost lăsate să-și reia producția atunci când s-au epuizat stocurile. Printre distileriile care au primit permise de producere sau îmbuteliere a whisky-ului medicinal s-au numărat Brown-Forman⁠(d), Frankfort Distillery, James Thompson and Brothers, American Medical Spirits, Schenley Distillery (actuala Buffalo Trace Distillery⁠(d)) și A. Ph. Stitzel Distillery⁠(d).
Un procedeu adesea îndoielnic atribuit lui James C. Crow⁠(d) este folosirea în procesul de fermentare⁠(d) a unei anumite cantități de must uzat⁠(d). Mustul uzat este cunoscut, de asemenea, sub numele de must acru, bere uzată, cereale uzate⁠(d) ale distilatorilor și must de furaj, fiind folosit adesea ca hrană pentru animale. Acidul introdus atunci când se folosește mustul acru controlează creșterea bacteriilor care ar putea contamina whisky-ul și creează un echilibru adecvat al pH-ului pentru ca drojdia să funcționeze.
O rezoluție bicamerală⁠(d) adoptată în 1964 de Congresul Statelor Unite ale Americii a declarat bourbonul ca fiind un „produs distinctiv al Statelor Unite” și a cerut „agențiilor competente ale guvernului Statelor Unite... [să] ia măsurile adecvate pentru a interzice importul în Statele Unite a whisky-urilor etichetate ca „Bourbon Whiskey”. Reglementările federale⁠(d) definesc acum whisky-ul bourbon prin includerea în această categorie doar a bourbonului produs în SUA.
În ultimii ani, bourbonul și whisky-ul de Tennessee⁠(d) (care este considerat uneori un tip diferit de băutură spirtoasă, dar îndeplinește în general cerințele legale pentru a putea fi numit bourbon) s-au bucurat de o creștere semnificativă a popularității în rândul populației. Asociația comercială a producătorilor Distilled Spirits Council of the United States⁠(d) (DISCUS) urmărește la un loc vânzările de bourbon și whisky de Tennessee.
Potrivit DISCUS, volumul de cutii de 9 litri de whisky care s-au vândut a crescut în perioada 2009–2014 cu 28,5%. Cea mai mare creștere au înregistrat-o bourbonurile și whisky-urile de calitate ridicată. Veniturile brute obținute de furnizori (inclusiv accizele federale⁠(d)) prin vânzarea bourbonului american și a whisky-ului de Tennessee au crescut cu 46,7% în perioada 2009-2014, cea mai mare creștere provenind de la produsele de calitate ridicată. În anul 2014 au fost vândute în SUA peste 19 milioane de cutii de 9 litri de bourbon și whisky de Tennessee, aducând distileriilor venituri de aproape 2,7 miliarde de dolari. Valoarea exportului de bourbon american a depășit pentru prima dată 1 miliard de dolari în 2013; distileriile au salutat începerea unei „epoci de aur a bourbonului din Kentucky” și au prezis creșterea în continuare a vânzărilor în anii următori. În 2014 s-a estimat că exportul de bourbon american a depășit 1 miliard de dolari, reprezentând astfel cea mai mare parte a exporturilor de băuturi spirtoase americane (în valoare totală de 1,6 miliarde de dolari). Principalele piețe de export a băuturilor spirtoase americane sunt, în ordine descrescătoare: Canada, Regatul Unit, Germania, Australia și Franța. Cele mai mari creșteri procentuale ale exporturilor americane au înregistrate, în ordine descrescătoare, de următoarele țări: Brazilia, Republica Dominicană, Bahamas, Israel și Emiratele Arabe Unite. Elementele cheie ale creșterii exportului pe acele piețe au fost modificările legislative, acordurile comerciale și reducerea tarifelor, precum și creșterea cererii consumatorilor pentru băuturile spirtoase de categorie premium.

## Cerințe legale

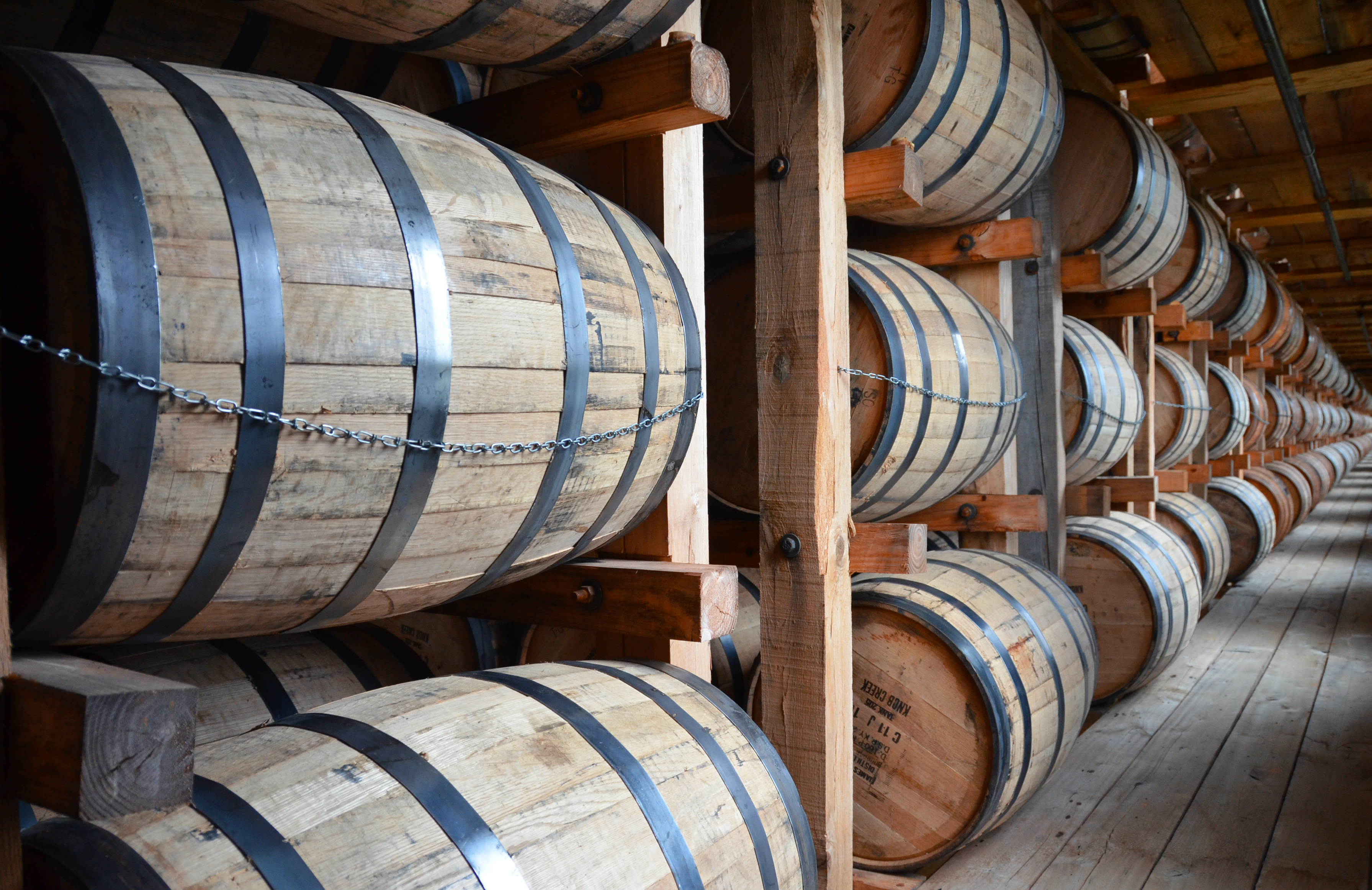
Butoaie de american umplute cu bourbon sunt păstrate într-un depozit special („rickhouse”), unde bourbonul capătă o culoare arămie.

Definiția legală a bourbonului variază într-o oarecare măsură de la o țară la alta, dar multe acorduri comerciale impun ca denumirea de „bourbon” să fie rezervată exclusiv produselor fabricate în SUA. Reglementările americane pentru etichetarea și publicitatea bourbonului se aplică numai produselor destinate a fi consumate pe teritoriul SUA și nu se aplică băuturilor spirtoase distilate destinate exportului. Legislația canadiană impune ca produsele etichetate și vândute ca bourbon să fie fabricate în SUA și, de asemenea, să se conformeze cerințelor care se aplică în SUA. Uniunea Europeană solicită, de asemenea, ca bourbonul să fie produs în SUA, potrivit reglementărilor acestei țări. Dar în alte țări, produsele etichetate ca bourbon nu au obligația să respecte aceleași standarde.
Standardele federale de identitate a băuturilor spirtoase distilate, codificate în conformitate cu 27 CFR §5.22(b)(1)(i), precizează că bourbonul destinat a fi consumat în SUA trebuie să fie:
- Produs în SUA și pe teritoriile sale (Puerto Rico), precum și în districtul Columbia[24]
- Fabricat dintr-un amestec de cereale care conține cel puțin 51% porumb[25]
- Învechit în butoaie noi de stejar carbonizat[25]
- Distilat la o tărie⁠(d) de cel mult 160° (SUA) (concentrație alcoolică⁠(d) de 80%)[25]
- Introdus în recipiente pentru învechire la o tărie de cel mult 125° (concentrație alcoolică de 62,5%)[25]
- Îmbuteliat (ca și alte whisky-uri) la o tărie de 80° sau mai mult (concentrație alcoolică de 40%)[26]

Bourbonul nu are o durată minimă specificată a perioadei de învechire. Produsele învechite chiar și timp de trei luni pot fi vândute ca bourbon. Singura excepție este bourbonul straight („pur”), care are o cerință minimă de învechire de doi ani. În plus, orice bourbon cu o vârstă mai mică de patru ani trebuie să includă o declarație de vârstă pe etichetă.
Bourbonul care îndeplinește cerințele de mai sus, a fost învechit de cel puțin doi ani și nu are adăugați coloranți, arome sau alte băuturi spirtoase poate fi – dar nu este obligatoriu să fie – numit bourbon straight („pur”).
- Bourbonul care este etichetat drept straight („pur”) și care a fost învechit într-o perioadă mai mică de patru ani trebuie să aibă trecută o declarație de vârstă pe etichetă.[32]
- Bourbonul care are o vârstă menționată pe etichetă trebuie să fie etichetat cu vârsta celei mai noi băuturi spirtoase dintr-o sticlă (fără a lua în calcul vârsta oricăror băuturi spirtoase neutre⁠(d) adăugate într-un bourbon care este etichetat ca blended⁠(d) („amestecat”), deoarece băuturile spirtoase neutre nu sunt considerate whisky conform reglementărilor și nu trebuie să fie învechite).[29]

Bourbonul bottled in bond⁠(d) este o subcategorie de bourbon pur și trebuie să fie învechit cel puțin patru ani.
Bourbonul etichetat blended (sau ca blend) poate conține coloranți, arome și alte băuturi spirtoase, precum alcoolurile etilice rafinate neînvechite, dar cel puțin 51% din produs trebuie să fie bourbon pur.
„High rye bourbon” nu este un termen definit legal, dar se referă de obicei la un bourbon ce conține 20–35% secară. Bourbonurile „high-wheat” sunt descrise ca fiind mai slabe și mai atenuate în comparație cu varietățile de secară.
Bourbonul care a fost învechit pe o perioadă mai mică de trei ani nu poate fi denumit legal whisky (sau whisky) în Uniunea Europeană.

### Origine geografică

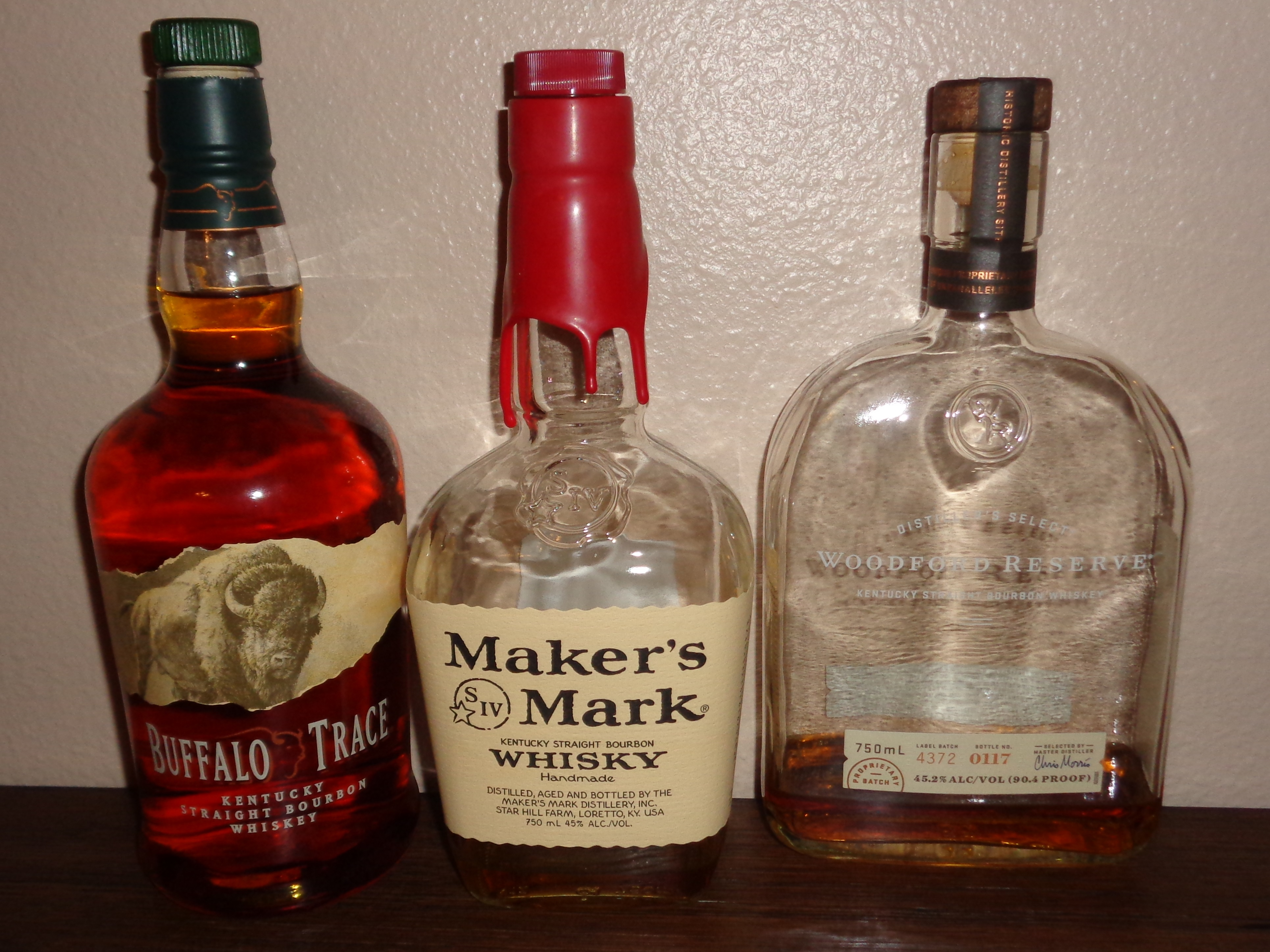
Distileriile de bourbon care produc (stânga), (centru) și (dreapta) sunt.

La 4 mai 1964, Congresul SUA a recunoscut whisky-ul bourbon drept „produs distinctiv al Statelor Unite” printr-o rezoluție bicamerală. Producerea bourbonului poate avea loc oriunde pe teritoriul SUA, unde este permisă distilarea băuturilor spirtoase, dar majoritatea mărcilor⁠(d) sunt produse în statul american Kentucky, care are o tradiție istorică îndelungată în producerea bourbonului. Filtrarea apei fără fier în urma trecerii prin straturi cu concentrații mari de calcar (care sunt unice în zonă) este promovată adesea de distilatorii de bourbon din Kentucky ca o etapă specifică în procesul de fabricare a bourbonului.
În 2 august 2007, Senatul SUA a adoptat o rezoluție inițiată de senatorul Jim Bunning⁠(d) (R-KY) prin care septembrie 2007 a fost declarată oficial ca Luna Națională a Bourbonului⁠(d), dedicată sărbătoririi istoriei whisky-ului bourbon. Acea rezoluție pretindea în mod deosebit că, prin rezoluția sa din 1964, Congresul proclamase bourbonul drept „spiritul nativ al Americii”. Cu toate acestea, rezoluția din 1964 nu conținea o astfel de declarație, ci recunoștea bourbonul doar ca un produs distinctiv identificabil cu SUA (într-un mod similar în care scotch-ul este considerat identificabil cu Scoția). Rezoluția a fost adoptată din nou în 2008.
În anul 2018, aproximativ 95% din cantitatea totală de bourbon era produsă în statul Kentucky, conform Asociației Distilatorilor din Kentucky (Kentucky Distillers' Association). În acel an existau 68 de distilerii de whisky în Kentucky, un număr cu 250% mai mare decât cel existent în urmă cu zece ani. În depozitele distileriilor din Kentucky se aflau peste 8,1 milioane de butoaie de bourbon, aflate în diferite faze ale procesului de învechire – un număr care depășea cu mult populația statului de aproximativ 4,3 milioane de locuitori.
Orașul Bardstown⁠(d) din Kentucky găzduiește Festivalul anual al bourbonului⁠(d), care se desfășoară în fiecare an în luna septembrie. Acest oraș american a fost numit „capitala mondială a bourbonului” de către Comisia de Turism din Bardstown și de organizatorii Festivalului bourbonului din Kentucky, care au înregistrat expresia ca marcă comercială. Asociația Distilatorilor din Kentucky (Kentucky Distillers' Association) organizează Kentucky Bourbon Trail⁠(d), un program de promovare turistică care are ca scop atragerea de vizitatori la unele distilerii din Kentucky, precum Four Roses⁠(d) (Lawrenceburg⁠(d)), Heaven Hill⁠(d) (Bardstown⁠(d)), Jim Beam⁠(d) (Clermont⁠(d)), Maker's Mark⁠(d) (Loretto⁠(d)), Town Branch⁠(d) (Lexington), Wild Turkey⁠(d) (Lawrenceburg⁠(d)) și Woodford Reserve⁠(d) (Versailles⁠(d)).
Statul Tennessee găzduiește alți producători importanți de bourbon, deși majoritatea preferă să-și numească produsul „whisky de Tennessee⁠(d)”, inclusiv compania Jack Daniel's. Această denumire este definită juridic prin Tennessee House Bill 1084, prin Acordul Nord-American de Comerț Liber și prin cel puțin un alt acord comercial internațional ca denumire recunoscută pentru un whisky bourbon straight („pur”), produs în Tennessee. Este necesar, de asemenea, să respecte cerințele legale impuse bourbonului conform legislației canadiane.
Deși unii producători de whisky din Tennessee susțin că o filtrare înaintea învechirii prin peleți de cărbune de arțar, cunoscută sub numele de procedeul din comitatul Lincoln⁠(d) și recunoscută legal din 2013, creează o aromă distinctă de cea a bourbonului; reglementările americane care definesc bourbonul nu impun, dar nici nu interzic utilizarea acestui procedeu.
Bourbonul a fost și este produs, de asemenea, în alte state ale SUA. Cel mai mare distilator de bourbon din afara statelor Kentucky și Tennessee este MGP of Indiana⁠(d), care își comercializează angro băuturile sale spirtoase către companiile de îmbuteliere, care le vând sub aproximativ 50 de mărci diferite – comercializate în mod înșelător, în unele cazuri, ca whisky-uri „artizanale”, în ciuda faptului că sunt produse de fabrica unui mare angrosist.

## Procesul de producție

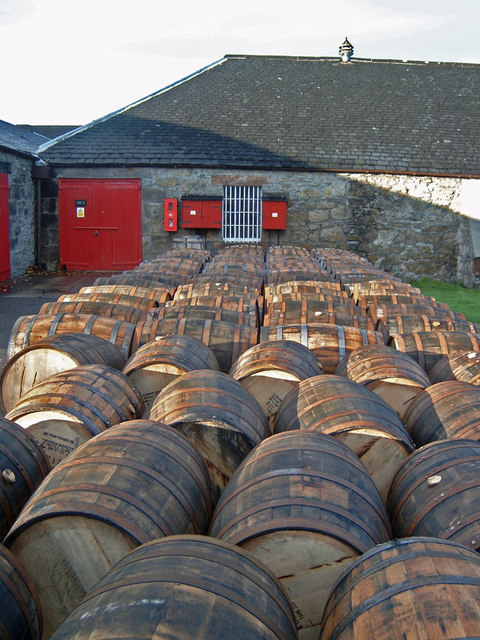
Butoaie uzate pentru învechirea bourbonului așteaptă conținut proaspăt în Scoția

Pentru a fi vândut legal ca bourbon, mustul⁠(d) de whisky trebuie să aibă la bază un amestec format din minimum 51% porumb, iar restul din orice alte cereale. O modificare propusă a reglementărilor SUA urmează să extindă cerealele permise prin includerea semințelor unor pseudocereale precum amarant, hrișca și quinoa. Un must care conține grâu în loc de secară produce ceea ce este cunoscut sub numele de „bourbon de grâu”. Boabele sunt măcinate și amestecate cu apă. De obicei, se adaugă must dintr-o distilare anterioară pentru a asigura consistența între loturile de produse, creând un must acru. La final, se adaugă drojdia, iar mustul fermentează. Este distilat până la obținerea unor concentrații alcoolice cuprinse (de obicei) între 65% și 80%, folosind fie un alambic tradițional (sau un distilator tip pot still⁠(d)), fie un cazan cu coloană de distilare⁠(d) mult mai puțin costisitor. Majoritatea bourbonurilor moderne sunt scurse inițial printr-un alambic cu coloană și apoi redistilate într-un „doubler” (cunoscut alternativ ca „thumper” sau „retort”) care este practic un distilator de tip „pot still”.
Băutura alcoolică limpede rezultată, numită „white dog”, este introdusă în recipiente de stejar parțial carbonizate pentru învechire. În practică, aceste recipiente sunt în general butoaie fabricate din stejar alb⁠(d) american. Whisky-ul dobândește culoarea brună și o mare parte din aroma sa de pe urma zaharurilor caramelizate⁠(d) și vanilinelor din lemnul carbonizat. Bourbonul pur (straight bourbon) trebuie să fie învechit cel puțin doi ani, iar bourbonul amestecat (blended bourbon) trebuie să conțină cel puțin 51% bourbon pur (adică, cea mai mare parte a alcoolului din amestec trebuie să fie din bourbon pur). Restul băuturilor spirtoase dintr-un bourbon amestec pot fi alcooluri etilice rafinate din cereale, care nu sunt învechite. Dacă un produs este etichetat doar ca whisky bourbon, iar nu straight sau blended, nu este prevăzută o perioadă minimă specifică de învechire și doar o depozitare a produsului cu o concentrație alcoolică de maxim 62,5% (cu tăria de 125°) în recipiente de stejar noi și parțial carbonizate. Bourbonul capătă mai multă culoare și aromă cu cât are o durată de învechire mai mare. Modificări ale băuturii apar și din cauza evaporării și a unor procese chimice precum oxidarea.
După maturare, bourbonul este scos din butoi și este de obicei filtrat⁠(d) și diluat cu apă. El este îmbuteliat apoi la o tărie mai mare de 80° (o concentrație alcoolică de 40%). Bourbonul „bottled in bond⁠(d)” are tăria de 100°.
După procesare, butoaiele rămân umplute cu până la 10 galoane americane (38 de litri) de bourbon, deși norma este de 2–3 galoane americane (8–11 litri). Este posibil ca butoaiele să nu fie reutilizate pentru bourbon, iar cea mai mare parte a lor sunt vândute la distilerii din Canada, Scoția, Irlanda, Mexic și Caraibe pentru învechirea altor băuturi spirtoase. Unele butoaie sunt folosite la fabricarea altor produse ce necesită învechire, inclusiv bere⁠(d) bourbon, sos pentru grătar, vin, sos iute și altele. Începând din 2011, Jim Beam a procedat la clătirea cu apă a butoaielor pentru a extrage bourbonul din butoaiele uzate, a amestecat extractul obținut cu un bourbon Beam vechi de 6 ani și a creat un produs rezistent cu tăria de 90° pe care l-a vândut sub numele „Devil's Cut”.
Operațiunea de îmbuteliere a bourbonului este procesul de filtrare, amestecare cu whisky pur (straight whiskey) din butoaie diferite (uneori de la distilerii diferite), diluare cu apă, amestecare cu alte ingrediente (dacă se produce blended bourbon) și umplere a recipientelor cu produsul final care este vândut consumatorilor. Prin ea însăși, expresia „îmbuteliat de” (bottled by) înseamnă doar această operațiune. Numai dacă îmbuteliatorul operează distileria care a produs whisky-ul poate fi adăugat pe etichetă „distilat de” (distilled by).
Cerințele de etichetare ale bourbonului și altor băuturi alcoolice (inclusiv cerințele pentru ceea ce este permis să fie numit bourbon, conform legislației SUA) sunt definite în Codul reglementărilor federale⁠(d) din SUA. Niciun whisky produs în afara SUA nu poate fi etichetat bourbon sau vândut ca bourbon în interiorul SUA. Mai multe țări (printre care Canada și Mexic, Regatul Unit, Chile și Brazilia) au încheiat acorduri comerciale cu SUA prin care au recunoscut bourbonul ca produs distinctiv al SUA.
Un experiment din 2016 al distilatorului artizanal Jefferson's Bourbon din Louisville sugerează că înainte ca whisky-ul să fie îmbuteliat în mod obișnuit la distilerie, bourbonul de Kentucky ar fi avut un gust superior, deoarece era expediat în butoaie pe cale navală către destinații unde era practic acest mijloc de transport. Pentru a testa această teorie, cofondatorul companiei Jefferson, Trey Zoeller, a trimis două butoaie cu bourbonul companiei către New York pe barje navale, mai întâi pe fluviile Ohio și Mississippi și apoi de-a lungul căii navigabile atlantice Intracoastal⁠(d). Pentru a compara diferența de calitate a produselor, a adus un lot din același whisky care a rămas în Louisville în aceeași perioadă. Potrivit jurnalistei Jacqueline Detwiler de la revista Popular Mechanics, care a documentat acest test, eșantionul care a făcut călătoria pe apă „era maturat dincolo de vârsta sa, mai savuros, cu arome noi de tutun, vanilie, caramel și miere. A fost unul dintre cele mai bune bourbonuri pe care oricare dintre noi l-am băut vreodată”. S-a concluzionat astfel că acțiunea de mișcare ușoară a whisky-ului în butoaie pe o perioadă de 2 până la 4 săptămâni în timpul călătoriei cu șlepul a dus la o îmbunătățire remarcabilă a aromei și gustului. Analiza chimică a celor două probe a relevat diferențe semnificative în ceea ce privește profilurile moleculare, proba transportată pe apă având o diversitate mai mare de compuși aromatici.

## Utilizări

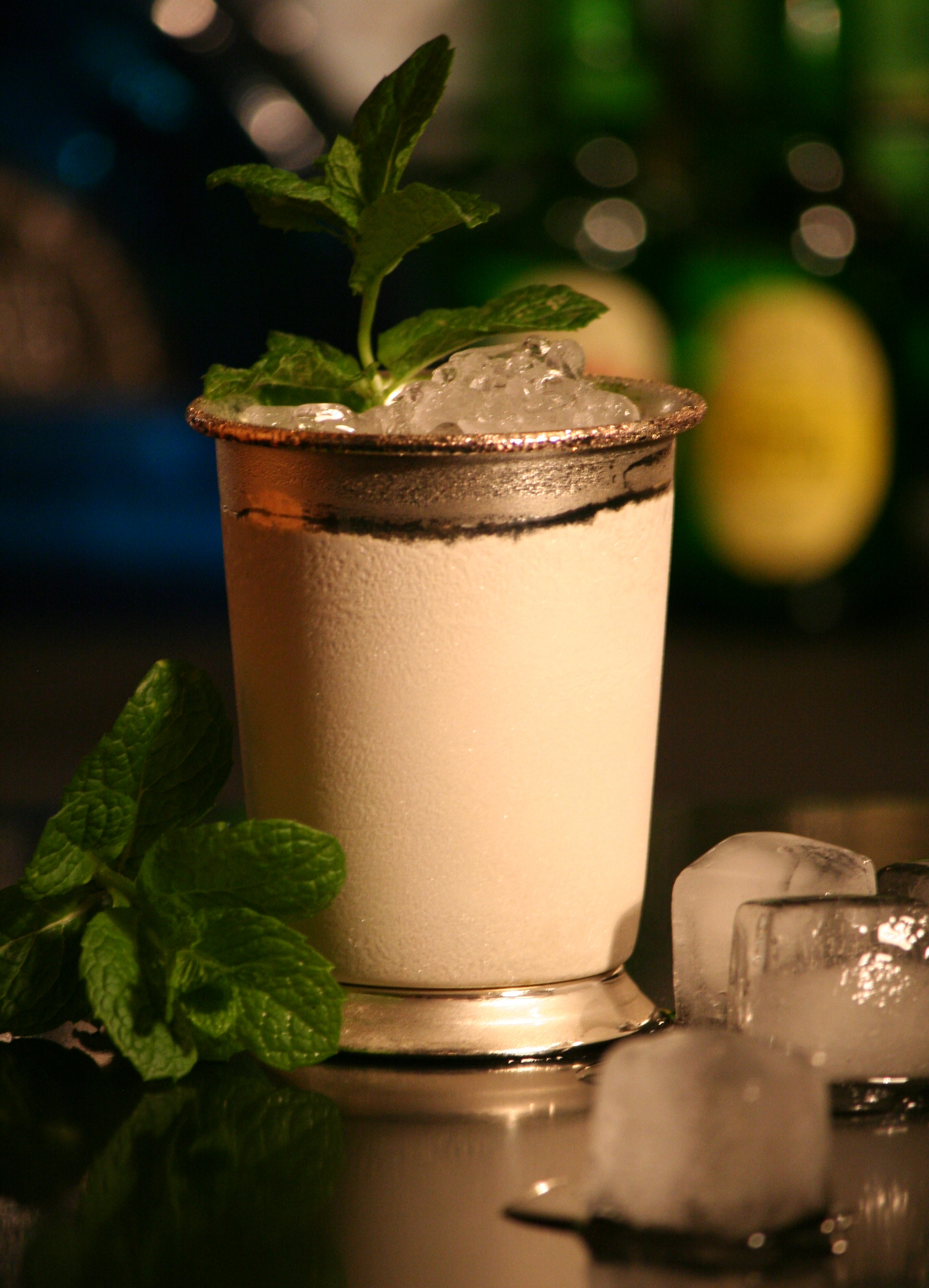
Un cocktail

Bourbonul este servit într-o varietate de moduri, inclusiv neamestecat⁠(d); diluat cu apă; cu gheață („on the rocks”); cu cola sau alte băuturi în amestecuri simple; și în cocktailuri⁠(d) ca Manhattan⁠(d), Bourbon Smash, Old Fashioned⁠(d), whisky sour⁠(d) și julep de mentă⁠(d). El este folosit, de asemenea, în gătit, iar în trecut a avut și scopuri medicinale.
Acest whisky poate fi folosit într-o varietate de dulciuri, sub formă de sirop bourbon de banane pentru vafe, de aromă pentru prăjitura cu ciocolată⁠(d) și de ingredient pentru deserturi pe bază de fructe, cum ar fi desertul înghețat sundae⁠(d) cu piersici, servit cu caramel sărat amestecat cu bourbon sau prăjitura shortcake⁠(d) de zahăr brun cu amestec de piersici încălzite în bourbon. Este un ingredient opțional în mai multe rețete tradiționale de plăcinte⁠(d) din bucătăria americană⁠(d), inclusiv plăcinta cu dovleac⁠(d), unde poate fi combinat cu zahăr brun și nuci pecan pentru a face un topping dulce și crocant pentru umplutura cremoasă a plăcintei. De asemenea, poate fi folosit ca aromatizant în sosuri pentru unele mâncăruri savuroase, cum ar fi prăjiturile grit⁠(d) cu șuncă de țară, care sunt servite cu maioneză bourbon, chili cu bourbon Kentucky și friptură la grătar⁠(d).

## Notă explicativă
1. ↑  Înaintea anului 2013, utilizarea procedeului din comitatul Lincoln nu era de fapt necesară pentru fabricarea produselor identificate ca whisky de Tennessee. Cu toate acestea, în 13 mai 2013, guvernatorul⁠(d) Bill Haslam⁠(d) din Tennessee a semnat House Bill 1084, care impunea ca procedeul din comitatul Lincoln și cerințele necesate pentru bourbon să fie utilizate pentru fabricarea produselor identificate ca „Tennessee whiskey”. Ca o măsură de protecție⁠(d), legea a scutit un mic producător, Benjamin Prichard's⁠(d).[53][54] Întrucât legislația federală din SUA obligă ca declarațiile de origine de pe etichete să fie corecte, iar diverse acorduri comerciale internaționale impun, de asemenea, această cerință, legea din Tennessee oferă în mod efectiv o definiție fermă a whisky-ului de Tennessee.